# Гершензон-Чегодаева, Наталья Михайловна
Ната́лья Миха́йловна Гершензо́н-Чегода́ева (1907—1977) — советский историк искусств, музейный работник, доктор искусствоведения. Специалист в области русского и западного искусства старого времени. Жена историка искусств А. Д. Чегодаева (1905—1994), дочь литературоведа, философа, публициста и переводчика М. О. Гершензона (1869—1925), племянница пианиста, композитора и педагога, Народного артиста СССР А. Б. Гольденвейзера (1875—1961), мать искусствоведа, академика РАХ М. А. Чегодаевой (1931—2016). 
Наталья Михайловна Гершензон-Чегодаева — многолетний сотрудник сначала Музея изобразительных искусств имени Пушкина, затем созданного И. Э. Грабарем Института искусствознания, доктор искусствоведения, автор нескольких фундаментальных книг и многочисленных статей.
В 1949 году защитила кандидатскую диссертацию о Яне Ван Эйке. В 1962 году защитила докторскую диссертацию: «Дмитрий Григорьевич Левицкий. Жизнь и творчество».
Умерла от рака, в возрасте 69 лет.
Похоронена на Ваганьковском кладбище.

## Основные труды
- Голландская жанровая живопись XVII в., 1941
- Фламандские живописцы, 1949
- Альбрехт Дюрер, 1964
- Левицкий, 1964
- Нидерландский портрет XV века, 1972
- Брейгель, 1983
- Н. М. Гершензон-Чегодаева. Первые шаги жизненного пути (воспоминания дочери Михаила Гершензона). — М.: Захаров, 2000. — 285 с. ISBN 5-8159-0041-9